# Río Guadalemar
El río Guadalemar es un río del centro de la península ibérica perteneciente a la cuenca hidrográfica del Guadiana, que discurre por la provincia de Badajoz (España).

## Curso
El río Guadalemar discurre por el extremo noreste de la provincia de Badajoz, drenando parte de las comarcas de Los Montes y de La Siberia. El nacimiento se encuentra en el término municipal de Fuenlabrada de los Montes, entre las provincias de Badajoz y la de Ciudad Real. Atraviesa la Sierra de Villares por el Collado del Burro en el término municipal de Garbayuela, y discurre partir de entonces por terrenos ligeramente ondulados hasta su desembocadura en el embalse de la Serena. 

## Flora y fauna
El tramo alto del Guadalemar desde su nacimiento ha sido declarado Zona Especial de Conservación (ZEC) y alberga una de las comunidades de jarabugo más importantes del territorio extremeño y, por ende, de la península ibérica. Además, pese a ser un ZEC esencialmente fluvial, entran dentro de sus límites formaciones boscosas de robledales ibéricos de Quercus faginea y  Quercus canariensis.